# Godel-Eishafen
Der Godel-Eishafen (norwegisch Godelbukta ‚Godelbucht‘) ist ein 8 km breiter Eishafen vor der Prinzessin-Ragnhild-Küste des ostantarktischen Königin-Maud-Lands. Er stellt eine mehr oder weniger permanente Bucht dar, die an der Front eines der Küste vorgelagerten Schelfeisgürtels liegt.
Die Besatzung des Eisbrechers USS Glacier, die im März 1956 bei der ersten Operation Deep Freeze diesen Küstenabschnitt vermaß, nahm auch die Benennung vor. Namensgeber ist William H. Godel, stellvertretender Leiter des Amts für Sonderaufgaben der United States Navy, der bei den Vorbereitungen zu dieser Operation Deep Freeze behilflich war.